# Сільшур (Сюрсовайське сільське поселення)
Сільшу́р (рос. Сильшур) — присілок у складі Шарканського району Удмуртії, Росія.

## Населення
Населення — 20 осіб (2010; 30 у 2002).
Національний склад станом на 2002:
- удмурти — 73 %
- росіяни — 27 %

## Урбаноніми[3]
- вулиці — Сільшурська